# Retrato de la duquesa de Osuna

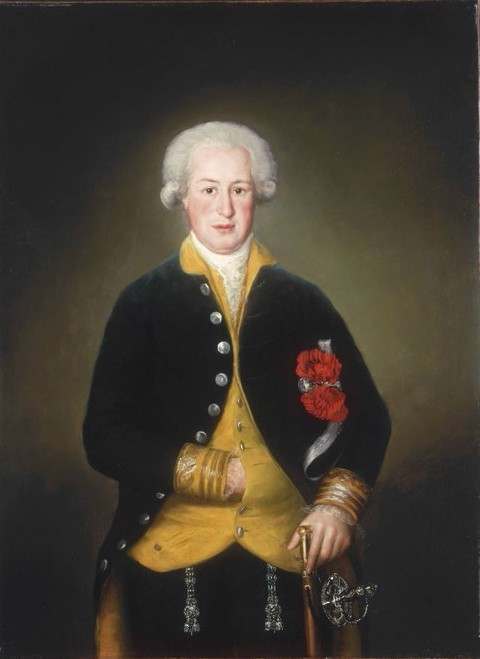
Retrato del duque de Osuna con uniforme de la Guardia de Corps.

Retrato de la condesa-duquesa de Benavente o Retrato de María Josefa de la Soledad, duquesa de Osuna es un retrato del pintor español Francisco de Goya que representa a esta aristócrata ilustrada española.

## La duquesa de Benavente
María Josefa Pimentel y Téllez-Girón (1752-1834) fue una aristócrata miembro de una de las más antiguas familias nobles españolas, poseyendo numerosos títulos, entre ellos duquesa de Benavente y condesa consorte de Osuna. Se distinguió por su inteligencia y puntos de vista progresistas. Jugó un importante papel en la sociedad española de la época, iniciando numerosas acciones benéficas y sociales como miembro activo y primera presidenta de la Junta de Damas, fundada en la Real Sociedad Económica Matritense de Amigos del País. Durante la guerra de independencia contra los franceses, se trasladó de la capital a Cádiz para no apoyar al régimen. Murió en Madrid el 5 de octubre de 1834, a los 82 años.
Junto a su marido, el duque de Osuna, estuvieron entre los máximos representantes de la Ilustración española. Juntos organizaban tertulias y veladas donde se reunían los principales artistas e intelectuales ilustrados de Madrid. Apoyaron la cultura, y crearon una biblioteca considerable que contenía volúmenes prohibidos por la Inquisición. Patrocinaron a científicos y artistas de la época, incluidos Leandro Fernández de Moratín y Goya.

## Circunstancias
Los duques de Osuna se convirtieron en los primeros mecenas de Goya en Madrid, y su protección marcó el ritmo de la carrera del pintor. Por los retratos individuales de la pareja realizados en 1785, Goya recibió 4.800 reales de vellón y pedidos posteriores, incluyendo el retrato familiar de Los duques de Osuna y sus hijos. La duquesa también le encargó una serie de pinturas de gabinete, cuya inusual temática era la brujería y que prefigura la de los Caprichos.

## Descripción
El retrato fue creado en 1785 como pendant o sea pareja del de su esposo con uniforme de la Guardia de Corps. La duquesa tenía entonces 33 años y luce un vestido azul de paseo al estilo inglés, con la falda, corpiño, escote y puños adornados con encaje, y mangas ceñidas cortas hasta el codo. El escote en uve es cubierto con un fino pañuelo de gasa. Su atuendo y peinado siguen el estilo parisino de María Antonieta, es elegante pero no frívolo. El pecho queda resaltado con un lazo de seda rosa, a juego con los que también adornan el sombrero junto a pequeñas flores, plumas de avestruz y garza. Los guantes largos blancos están hechos de cuero fino. La duquesa sostiene un abanico en una mano y descansa sobre el mango del paraguas cerrado la otra; su actitud muestra autocontrol y confianza en sí misma. Una peluca gris con rizos intrincadamente dispuestos rodea su rostro amable, atrayendo la atención hacia la mirada inteligente y vivaz. Goya no corrige los defectos de su belleza: nariz demasiado larga y boca estrecha.
El pintor enfatizó los detalles con ligeras pinceladas y obtuvo suaves transiciones de tonalidades mediante veladuras.

## Procedencia
La propiedad de los duques fue dilapidada en gran parte por sus herederos, especialmente el XII duque de Osuna, Mariano Téllez-Girón. En 1896 se celebró en Madrid una subasta pública de la propiedad familiar y la colección de arte. Se vendió entonces el retrato de la duquesa, que pasó a la colección de Alfred Bauer, y luego a la de Juan March Ordinas y la de Bartolomé March Servera. Actualmente pertenece a la colección de la Fundación Bartolomé March.